# Национална библиотека Белорусије
Национална библиотека Белорусије (блр. Нацыянальная бібліятэка Беларусі, рус. Национальная библиотека Беларуси) је национална библиотека Белорусије која се налази у главном граду Минску. Библиотека је основана 15. септембра 1922. године. У њој се налази највећа збирка белоруских штампаних материјала и то је трећа библиотека на свету по збирци књига на руском језику (од ње већу збирку имају само московска Државна библиотека Русије и петроградска Национална библиотека Русије.

## Структура библиотеке
Национална библиотека Белорусије је смештена у новој згради модерне архитектуре високој 72 метра у Минску. Председник Белорусије Александар Лукашенко је 7. марта 2002. године је потписао нацрт О изградњи зграде државне установе Национална библиотека Белорусије. Зграда има 22 спрата и завршена је у јануару 2006. године. Библиотека има капацитет за око 2.000 читатеља и дворану за састанке са 500 седећих места. Главна архитектонска компонента је облик дијаманта, те се из тог разлога зграда назива Белоруски дијамант. Нову зграду библиотеке дизајнирали су архитекте Михаил Виноградов и Виктор Крамаренко. Зграда је званично отворена 16. јуна 2006. године.
Белоруска национална библиотека је главни информациони и културни центар земље. Садржи збирку преко 9 милиона примерака различитих медија. Године 1993. национална библиотека је почела да ствара властите електроничке информационе ресурсе. Генерисана је збирка библиографских, графичких, текстуалних, звучних и језичних база података. У ту збирку укључено је преко 2 милиона снимљених записа. Опсег базе података белоруске националне библиотеке је врло широк: хуманистичке науке, друштвене науке, историја, уметност и култура Белорусије. Библиотека такође користи приступ базама података других библиотека и академских институција, укључујући и оне стране.
Ресурсе библиотеке користи велик број грађана. Преко 90.000 белоруских грађана корисници су библиотеке и годишње користе 3,5 милиона разних њених ресурса. Библиотеку дневно посети 2.200 људи а дневно се из ње позајмљује око 12.000 примерака књига и осталог материјала.
Осим што је функционална, национална библиотека је и атракција града Минска. Смештена је у парку на обали реке. У њеној опсерваторији, на врху зграде, се може бацити поглед на цео град. 2009. године је била једина грађевинска структура из које се Минск могао јавно гледати.
Простор испред библиотеке користи се за многе јавне концерте и изложбе.

## Основни параметри зграде
- Основа зграде - 113.669 km²
- Површина фондова - 54.960 km²
- Обим зграде - 420.558 m³
- Обим фондова - 200.580 m³
- Висина зграде - 73,670 м
- Богатство фондова - 14.000.000 јединица грађе
- Број читалачких места - 2.000
- Број читаоница - 20
- Број аутоматизованих радних места корисника и персонала - више од 1.500.

## Познати сарадници
- Јулија Бибила
- Олга Малинина
- Марија Масежњик
- Раман Матуљски
- Фаина Мерина
- Јосиф Симановски
- Николај Улашчик
- Александар Суша

## Везе са Србијом
Годинама уназад на Београдском сајму књига учествују представници белоруских издавачких кућа, истакнути књижевници и радници културе, а Национална библиотека Белорусије је том приликом поклањала енциклопедије и едукативне књиге Народној библиотеци Србије. Године 2018. на Конгресу слависта у Београду гостовао је заменик директора Националне библиотеке Белорусије Александар Суша и том приликом српску јавност ближе упознао са наслеђем Франциска Скарине и радом библиотеке.